# Джон Ендерс
Джон Франклін Ендерс (англ. John Franklin Enders; 10 лютого 1897 — 8 вересня 1985) — американський біолог, лауреат Нобелівської премії з фізіології й медицини 1954 року. Його називали «батьком сучасної вакцини».

## Біографія
Ендерс народився в Вест-Гартфорді, штат Коннектикут, здобув освіту в Школі ім. Вебстера у Гартфорді та школі Св. Павла в Конкорді, штат Нью-Гемпшир. Потім деякий час навчався у Єльському університеті перед службою в повітряних силах США у 1918 році.
Після повернення з війни закінчив Єльський університет. Потім працював у сфері нерухомості в 1922 році. Він пробував свої сили у багатьох галузях, перш ніж вибрати біологічну з вивченням інфекційних захворювань, одержав Кандидатську у Гарварді в 1930 році.
У 1954 році під час роботи в Дитячій лікарні Бостона, Ендерс, Томас Гакл Веллер і Фредерік Чапмен Роббінс були нагороджені Нобелівською премією з фізіології і медицини «за відкриття здатності поліомієліту рости в культурах різних типів тканин». Ця робота вперше показали, що вірус цього типу може бути вирощений і маніпулюваний поза тілом. Саме цю техніку назвали Ендерс—Веллер—Роббінс методом який Джонас Солк використав для розробки вакцини від поліомієліту в 1952 році.
Після великомасштабного випробування вакцина виявилася успішною в 1954 році. Солк з'явився на радіо-шоу і оголосив про свій успіх у світі. Хоча він ніколи не стверджував, що брав кредити на себе, а також не пропонував будь-які позики будь-кому з своїх колег, у тому числі Ендерсу, Веллеру, і Роббінсу, ця техніка стала причиною для його успіху. Солка став героєм для громадськості, але була дещо цуратися наукової спільноти. Незважаючи на незаконно привласнені кредити, багато фахівців в області як і раніше вважають Ендерса, Веллера і Роббінса. Це і стало причиною звання Ендерса «батько сучасної вакцини».
Ендерс помер у 1985 році у Вотерфорді, штат Коннектикут, у віці 88 років.

## Досягнення
- 1953: Обраний в Національну академію наук
- 1953: Премія Пассано
- 1954: премія Альберта Ласкера по основним медичним дослідженням
- 1954: Нобелівська премія з фізіології і медицини
- 1955: Медаль Карла V. Chapin
- 1955: Медаль Гордона Уілсона
- 1958: Обрано в Поліомієлітовий Зал слави
- 1961: Time Людина року
- 1962: Медаль Роберта Коха, Німеччина
- 1963: Президентська медаль Свободи, Сполучені Штати
- 1967: Іноземний член Лондонського королівського товариства
- 1981: Медаль Галена.
- Почесні докторські ступені від тринадцяти університетів.